# 헤라르트 네이부르
헤르하르뒤스 마리뉘스 마리아 ("헤라르트") 네이부르(네덜란드어: Gerhardus Marinus Maria ("Gerard") Nijboer, 1955년 8월 18일 ~ )는 네덜란드의 장거리달리기 선수였다.
오버레이설주 하셀트에서 태어난 네이부르는 3개의 연속적 하계 올림픽에 나갔으며, 자신이 마라톤에서 은메달을 딴 1980년 하계 올림픽에서 시작하였다.
1982년 유럽 선수권에서 마라톤 우승을 하여 "올해의 네덜란드 스포츠맨"으로 선정되었다.
그의 개인 전력은 당시 두번째로 가장 좋은 마라톤이었던 1980년 4월 26일의 암스테르담 마라톤에서 2시간 09분 01초였다.